# 世界ダウン症の日

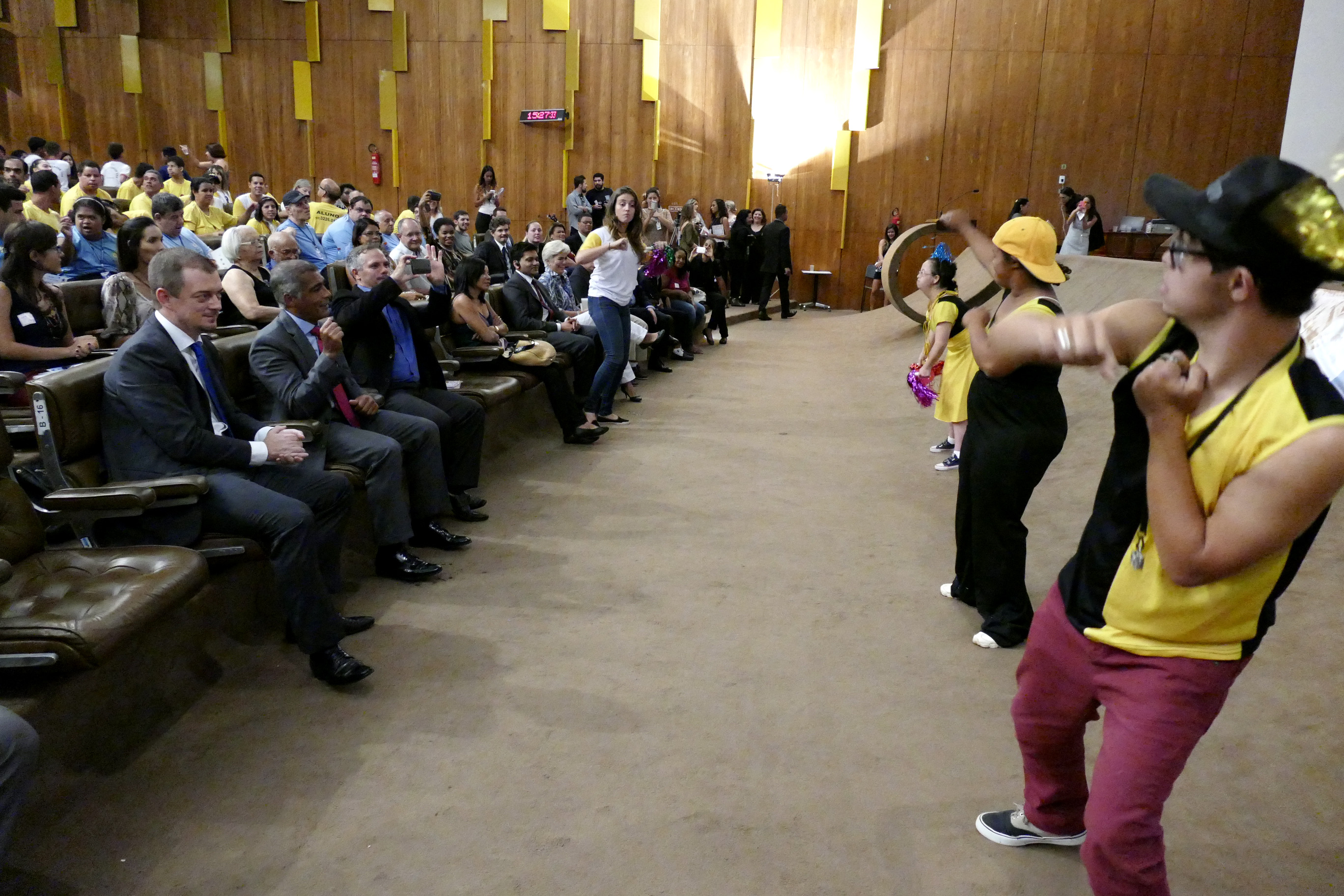
ブラジルのセミナーのオープニングで演技する音楽グループSurdodum（2016年）

世界ダウン症の日（せかいダウンしょうのひ、英: World Down Syndrome Day、WDSD）は、ダウン症候群の啓発を目的として、世界的規模で毎年3月21日に開催されている。日本での開催事務局は公益財団法人 日本ダウン症協会(JDS)におかれている。2004年に国際ダウン症連合（en:DOWN SYNDROME INTERNATIONAL）が制定し、2006年から開催された。2012年から国連が国際デーの一つに制定した。
3月21日に開催する由来は、ダウン症候群の患者の多数が21番染色体を3本持つことによる。

## 過去のイベント

### 2012年
日本においては、前日の3月20日に記念イベントが聖路加看護大学で開催され、笠井信輔が司会をつとめた。これは、WDSDが国連による国際デーの制定を受けて最初の開催となった。
国連による制定については、前年の2011年12月19日の第89本会期の決議文A/RES/66/149として表された。

### 2013年
日本においては、前日の3月20日に記念イベントが豊島公会堂で開催され、約800人が参加した。笠井信輔とスティーブ・ソレイシィが司会をつとめた。参加者および参加グループのうち特筆性のあるものとして、ラブジャンクス、安倍健太、岩元綾、押田興将、こどもの城児童合唱団の名がある。

### 2014年
日本においては、記念イベントが東京芸術大学奏楽堂で開催され、約1000人が参加した。「STEP FORWARD TOGETHER みんなでいっしょに前へ進んでいこう」と述べられている。フジテレビアナウンサーの笠井信輔が司会をつとめた。参加者のうち特筆性のあるものとして、許育瑋、辻井いつ子、井上あずみの名がある。連動して開催された写真展「ダウン症 家族のまなざし －Shifting Perspectives－」に、庄野真代、橋口譲二の名がある。

### 2015年
世界事務局によると、2015年のテーマとして"‘My Opportunities, My Choices’- Enjoying Full and Equal Rights and the Role of Families"が掲げられている。パトロン、すなわち個人による資金的援助の形で、デーモン・ヒル、ムティア・ムラリタラン、リーアム・ニーソンの参加が告げられている。
日本での記念イベントにおいては、奥山佳恵、たちばなかおるの参加が予定されている。
主たるソーシャルメディア展開としては、世界事務局からは、フェイスブック、ツイッター、YouTubeがアナウンスされている。日本ではフェイスブックがアナウンスされている。